# Camilla North

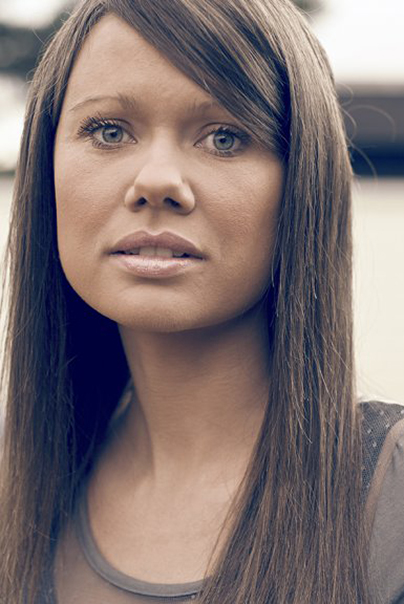
Camilla North

Camilla North (* 1984 als Camilla Norderud in Fyllingsdalen, Bergen) ist eine norwegische Sängerin, Songwriterin und Model.

## Werdegang
Camilla North verbrachte ihrer Kindheit in ihrer Geburtsstadt. Nach ihrem Hauptschulabschluss besuchte sie zunächst eine weiterführende Schule in Langhaugen und begann danach ihr Studium in Musik an der Bath Spa University. Dort erlangte sie zunächst einen Bachelor in Musik und schloss 2008 das Studium mit einem Master in Songwriting ab. Nach ihrer Rückkehr nach Bergen promovierte sie an der dortigen Grieg-Akademie (Griegakademiet, früher auch Bergen Musikkonservatorium).
Camilla North nahm 2008 am English Live & Unsigned Competition teil und belegte dabei von etwa 40.000 Teilnehmern den 8. Platz. Im gleichen Jahr gewann sie die Battle of the Vox in Großbritannien und ein Jahr später den Norwegian Songwriting Competition iLod. Im Jahr 2016 wurde Camilla North für ihre Arbeit als Sängerin und Songwriter mit dem Kulturgründer-Preis der Stadt Bergen ausgezeichnet.
North trat bei Radiosendern in Norwegen sowie zusammen mit einigen bekannten DJs in Deutschland und den Niederlanden auf. Im Anschluss daran veröffentlichte sie kurz darauf ihre Single Still Alive, der 2016 die Songs Just Breathe, Unloveable und Notice Me folgten, die auch zum Teil bei einigen norwegischen Radiosendern gespielt wurden. Des Weiteren sammelte sie einige Bühnen-Erfahrung und trat bisher im norwegischen Bergen und in Oslo sowie in Großbritannien auf. Das Lied DejaVù, welches von der Girlgroup F (x) aufgenommen wurde, erreichte Platz 1 in den World Billboard Album Charts. North führt seit 2016 ihre eigenen Musikschule, arbeitet an neuen Musikprojekten. Sie bereitete sich 2018 auf den Eurovision Song Contest vor, und nahm dazu am san-marinesischen Vorentscheid 1 in 360 teil. North schaffte es dort mit ihren Song Yo no soy tu chica bis zum Finale des Wettbewerbs am 3. März 2018 in Bratislava, erreichte jedoch nur den 5. Platz.